# دروزبرگ
دروزبرگ (به لاتین: Druesberg) یک کوه در سوئیس است که در کانتون اشووتس واقع شده‌است. دروزبرگ ۲٬۲۸۲ متر بالاتر از سطح دریا واقع شده‌است.